# 安德烈亚·利韦拉尼
安德烈亚·利韦拉尼（義大利語：Andrea Liverani，1990年6月14日—），意大利男子射击运动员。他曾代表意大利参加2020年夏季残疾人奥林匹克运动会射击比赛，获得10米气步枪立射SH2级铜牌。